# 1966 en sport automobile
Chronologie du Sport automobile
1965 en sport automobile - 1966 en sport automobile - 1967 en sport automobile

## Les faits marquants de l'année1966enSport automobile
- Jack Brabham remporte le Championnat du monde de Formule 1 au volant d'une Brabham-Repco.

## Par mois

### Janvier
- 1er janvier : Grand Prix automobile d'Afrique du Sud

### Février
- 5 février : départ de la cinquième édition des 24 Heures de Daytona

### Mars
- 26 mars : 12 Heures de Sebring, 16e édition de l'épreuve.

### Avril
- 3 avril : David Pearson remporte la course Hickory 250 en NASCAR Grand National.

### Mai
- 1er mai : Grand Prix automobile de Syracuse
- 14 mai : BRDC International Trophy
- 22 mai (Formule 1) : Grand Prix automobile de Monaco.
- 30 mai : 500 miles d'Indianapolis

### Juin
- 12 juin (Formule 1) : Grand Prix automobile de Belgique.
- 18 juin : départ de la trente-quatrième édition des 24 Heures du Mans.
- 19 juin : victoire de Bruce McLaren et Chris Amon aux 24 Heures du Mans.

### Juillet
- 3 juillet (Formule 1) : Grand Prix automobile de France.
- 16 juillet (Formule 1) : Grand Prix de Grande-Bretagne.
- 24 juillet (Formule 1) : Grand Prix automobile des Pays-Bas.

### Août
- 7 août (Formule 1) : Grand Prix automobile d'Allemagne.

### Septembre
- 4 septembre (Formule 1) : Grand Prix automobile d'Italie.
- 17 septembre : International Gold Cup

### Octobre
- 2 octobre (Formule 1) : Grand Prix automobile des États-Unis.
- 23 octobre (Formule 1) : Grand Prix automobile du Mexique.

## Naissances
- 31 janvier : JJ Lehto, pilote automobile finlandais.
- 18 février : Brent Dragon, pilote automobile américain.
- 21 mars : Kenny Bräck, pilote automobile suédois.
- 4 avril : Jimmy Daywalt, pilote automobile d'IndyCar américain, (° 28 août 1924).
- 8 avril : Mark Blundell, pilote automobile anglais.

- 23 mai : Ludovic Faure, pilote automobile de course français sur monoplaces, devenu pilote de camions en seconde partie de carrière.
- 6 juin : Frédéric "Fred" Bouvy, pilote automobile belge.
- 18 juin : Didier Defourny, pilote automobile belge.
- 2 juillet : Dave Whitlock, pilote automobile de stock-car.
- 7 août : Dieter Depping, pilote automobile allemand.
- 2 septembre : Olivier Panis, pilote automobile français.
- 24 septembre : Christophe Bouchut, pilote automobile français.
- 1er octobre : Marc Martí Moreno, copilote de rallye espagnol.
- 3 octobre : Donald Theetge, coureur automobile originaire de la région de Québec (Canada).
- 7 novembre : Isolde Holderied, pilote automobile allemande de rallyes.
- 30 novembre : Mika Salo, pilote automobile finlandais.
- 14 décembre : Fabrizio Giovanardi, pilote automobile italien.
- 15 décembre : Massimiliano Angelelli, pilote automobile italien
- 20 décembre : 
  - Iňaki Goiburu, pilote automobile de courses de côte, de rallyes et sur circuits espagnol.
  - Matt Neal, pilote britannique.

## Décès
- 3 avril : Battista « Pinin » Farina, fondateur de la Pininfarina SpA, célèbre société italienne de carrosserie et de design, fondée en 1930. (° 2 novembre 1893).
- 11 juin : Jimmy Davies, pilote automobile originaire des États-Unis. (° 18 août 1929).
- 30 juin : Giuseppe Farina, 59 ans, pilote automobile italien, premier champion du monde de Formule 1 en 1950. (° 30 octobre 1906).
- 24 juillet : Harry H. Cobe, pilote automobile américain (° 24 juillet 1966).
- 17 août : Ken Miles, pilote automobile britannique, (° 17 août 1966).